# Idaea pentalienata
Idaea pentalienata är en fjärilsart som beskrevs av De Villers 1789. Idaea pentalienata ingår i släktet Idaea och familjen mätare. Inga underarter finns listade i Catalogue of Life.